# Abasolo (municipalité, Tamaulipas)
Pour les articles homonymes, voir Abasolo.
La municipalité d'Abasolo est l'une des 43 municipalités de l'État de Tamaulipas, et est située dans la partie centrale de cet État. Située à l'ouest du golfe du Mexique, elle se trouve pour partie dans sa plaine côtière, et prend appui dans ses confins sud-ouest sur le massif montagneux de la Sierra de Tamaulipas. Sa partie sud appartient au bassin versant du fleuve Soto la Marina, tandis que le gros de ses fleuves côtiers dépend de la Laguna Madre, lagune bordant à l'ouest la municipalité et étant longée à l'ouest par un cordon dunaire la séparant du golfe du Mexique. Son chef-lieu est la ville d'Abasolo. Elle dépend de la région Centro, qui est une des 6 subdivisions administratives de l'État de Tamaulipas.

## Géographie
La municipalité d'Abasol s'étend du sud-ouest au nord-est en ratrait du golfe du Mexique. Elle prend appui au sud-ouest sur les piémonts du massif montagneux de la Sierra de Tamaulipas et se développe ensuite dans un paysage de collines peu élevées. Son altitude oscille entre 50 et 500 mètres. Elle est traversée au sud par le fleuve Soto la Marina, tandis que d'autres rivières et fleuves côtiers la traversent pour rejoindre la lagune de Laguna Madre. Son chef-lieu, la ville d'Abasolo, se situe dans la partie sud-ouest de son territoire, sur la rive nord du fleuve Soto la Marina, à une altitude de 70 mètres. Son territoire couvre une superficie de 1960,46 km², et était peuplé en 2020 de 9822 habitants.
Cette municipalité fait partie de la région Centro, qui est une des 6 subdivisions administratives de l'État de Tamaulipas, et regroupe les municipalités d'Abasolo, Güemez, Hidalgo, Jiménez, Llera, Mainero, Padilla, San Carlos, San Nicolás, Soto la Marina, Victoria, Casas et Villagrán.
Elle est limitrophe au nord des municipalités de San Fernando et de Cruillas, à l'ouest de celles de  Jiménez et de Casas, et à l'est de celle de Soto la Marina.

## Composition et démographie
La municipalité était composée en 2010 de 200 localités.
| Localité                            | Population |
| ----------------------------------- | ---------- |
| Abasolo                             | 6 074      |
| Guadalupe Victoria                  | 2 170      |
| Nicolás Bravo (Palo Alto)           | 1 110      |
| Nuevo Morelos (Adolfo López Mateos) | 783        |

En plus de l'espagnol, plusieurs langues amérindiennes sont parlées dans la municipalité, dont les principales sont par ordre d'importance : le huastèque et le nahuatl.

## Histoire
La fondation de la ville de Nuestra Señora de Santillana, le 26 décembre 1752, ne faisait partie des plans de José de Escandón, le conquérant et colonisateur de la nouvelle province de Nouvelle-Santander. Cependant, pour les transports entre les fondations de Santander et de Soto la Marina, elle devint une nécessité pour des raisons de sécurité. L'itinéraire passait en effet au pied du massif montagneux de la Sierra de Tamaulipas, zone mal contrôlée et en butte aux attaques constantes des indiens qui y vivaient. Cette fondation devait permettre de sécuriser le trajet, en offrant un relais. Les colons venaient des localités environnantes de Aguayo, Hoyos et Santander. La ville devait son nom de Santillana à Antonio de Mendoza, premier vice-roi de Nouvelle-Espagne, et descendant du marquis de Santillana. La nouvelle ville sera cependant déplacée en 1779 vers son emplacement actuel.
En 1828, la ville de Santillana change de nom pour adopter celui de Abasolo, en l'honneur de Mariano Abasolo (es), héros de la Guerre d'indépendance du Mexique.